# 皂皮酸
皂皮酸（英語：quillaic acid）是一种有机化合物，化学式C30H46O5，可见于坚硬女娄菜、金铁锁、长蕊石头花等物种。